# الدين في البحرين

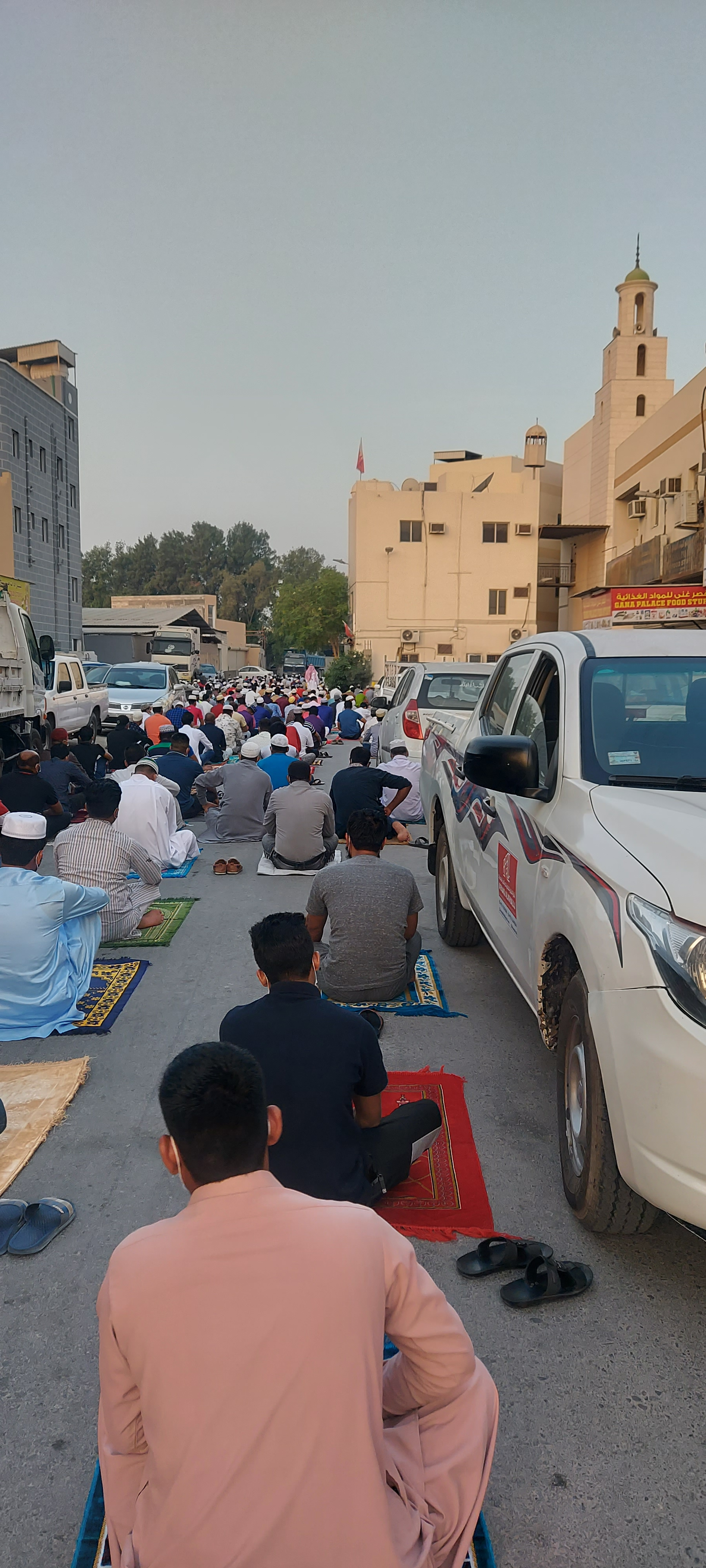
مسجد خالد بن محمد

الإسلام هو دين الدولة في البحرين حيث تقريبا جميع المواطنين هم من المسلمين ومع ذلك بسبب تدفق المهاجرين والعمال الوافدين من البلدان غير المسلمة مثل الهند والفيليبين وسريلانكا فإن النسبة المئوية العامة للمسلمين في البلاد انخفضت منذ أواخر القرن العشرين. وفقا لكتاب الحقائق العالمي لوكالة المخابرات المركزيةففي تعداد 2001 تشير النتائج إلى أن 81.2٪ من سكان البحرين مسلمون (الشيعة والسنة) و 5٪ مسيحيون و 14٪ تمارس ديانات أخرى مثل الهندوسية.

## بداية الديانات
لأن البحرين كانت قديما تعتبر جزيرة فإن فهي كانت قبل الميلاد سكانها أناس لا يعرف لهم ديانة أو كانوا علي ديانة إبراهيم عليه السلام و لكن كانوا يقربون الأصنام لأجل أن تقربهم لله لأنهم أعتقدوا أن الله لن يسمعهم و يستجيب لهم إلا بالأصنام و كان ذلك خطأ أما بالإسلام فهي من الجزر التي دخلت في الإسلام أيضا كان هناك عامل آخر بسبب هجرة البدو الرحل للجزر و كان أغلبهم مسلمون أما المسيحية قد كانوا قليل حوالي 40نسمة بتقدير القرون الوسطي ظلت البحرين متنوعة الأديان رغم قلة عددها و أنها جزيرة.